# Rodrigo Janot
Rodrigo Janot Monteiro de Barros GCRB (Belo Horizonte, 15 de setembro de 1956)  é um jurista brasileiro. Foi membro do Ministério Público Federal (MPF) de 1984 a 2019 e exerceu o cargo de procurador-geral da República de 2013 a 2017. Atualmente é advogado.

## Carreira
Rodrigo Janot formou-se em direito pela Universidade Federal de Minas Gerais em 1979, e pela mesma universidade concluiu especialização em 1985 e mestrado em 1986. Realizou, também, especialização na Scuola Superiore di Studi Universitari e di Perfezionamento S. Anna, em Pisa, Itália, de 1987 a 1989.
Atuou como advogado de 1980 até 1984, quando ingressou na carreira de procurador da República do MPF. Foi promovido a procurador regional da República em 1993 e a subprocurador-geral da República em 2003. Foi secretário geral do MPF de 2003 a 2005.
Aposentou-se do Ministério Público em 2019 e voltou a exercer a advocacia.

### Procurador-geral da República
Em 2013, foi escolhido pela presidente Dilma Rousseff, a partir de lista tríplice votada por membros do MPF, para substituir Roberto Gurgel no cargo máximo da Procuradoria-Geral da República, tendo tomado posse em 17 de setembro de 2013.
Janot venceu eleição interna da Procuradoria para ser reconduzido à função em agosto de 2015. Com mais de 300 votos de vantagem sobre o segundo colocado, Janot teve 799 votos, 288 votos a mais do que na eleição de 2013.
Dentre os principais trabalhos de Rodrigo Janot frente a Procuradoria Geral da República está a Operação Lava Jato, tendo recuperado até o momento mais de 4 bilhões de reais. Sob Janot, Operação Lava Jato abriu no STF 137 investigações, cujos alvos foram 5 ex-presidentes e 93 parlamentares.
Em junho de 2016, entrou com pedido de prisão, junto ao Supremo Tribunal Federal (STF), do presidente do Senado, Renan Calheiros (PMDB-AL), dos senadores Romero Jucá (PMDB-RR), o ex-presidente da República, José Sarney (PMDB-AP) e do deputado federal Eduardo Cunha (PMDB-RJ), considerado por muitos um dos movimentos mais fortes já executados pelo Ministério Público. O pedido foi negado pelo ministro do STF, Teori Zavascki, na mesma semana, por não considerar as gravações de Sérgio Machado, motivo para prisão. Entretanto, o pedido gerou crise nas relações entre o Ministério Público e o Senado Federal, especialmente com o senador Renan Calheiros, presidente do Senado, que chega a atacar diretamente Janot, declarando que o MPF teria perdido o "limite do ridículo" e que a decisão de Janot era "esdrúxula". Na sequência, novos pedidos pelo afastamento de Janot foram realizados. Sendo de incumbência do próprio presidente do Senado a análise para acolhimento dos mesmos, bem como de outros já feitos, intensifica-se a crise entre o MPF e o presidente do Senado.
Em 19 de dezembro de 2016, Rodrigo Janot entregou ao STF os acordos de delação premiada de 77 executivos da empreiteira Odebrecht (atual Novonor), firmados com a força-tarefa de investigadores do Ministério Público Federal (MPF) na operação Lava Jato. Os documentos chegaram ao Supremo na parte da manhã foram trancados em uma sala-cofre.
Em 8 de maio de 2017, Janot enviou um pedido ao STF, para que o ministro do Supremo Gilmar Mendes seja declarado impedido de atuar no processo do empresário Eike Batista.  A arguição de impedimento foi encaminhada à presidente da Corte, ministra Cármen Lúcia, e será julgada pelo plenário. Janot pede a declaração de incompatibilidade de Gilmar para atuar no processo e a nulidade dos atos praticados por ele, como a concessão da prisão domiciliar do empresário. O PGR sustentou que fosse declarada a suspeição do ministro porque a esposa de Gilmar, Guiomar Mendes, integrava o escritório de advocacia de Sérgio Bermudes, representante de Eike em vários processos. Foi substituído em setembro de 2017 pela subprocuradora-geral da República Raquel Dodge, indicada ao cargo pelo presidente Michel Temer.
Em setembro de 2017 o Congresso Nacional instaurou uma Comissão Parlamentar Mista de Inquérito, com o objetivo de investigar as supostas irregularidades envolvendo as empresas JBF e J&F, e matérias relacionadas. Após algumas sessões, provas e oitivas de testemunhas o relator Carlos Marun (PMDB-MS), apresentou seu relatório o indiciamento, além de outros investigados, de Janot por prevaricação, abuso de autoridade e “incitação à subversão da ordem política”, crime previsto na Lei de Segurança Nacional.

### Pós-procuradoria
Na véspera do segundo turno da eleição presidencial de 2018, surpreendeu ao declarar apoio ao candidato do PT, Fernando Haddad, contra o candidato Jair Bolsonaro, afirmando: "Houve muita especulação sobre meu interesse eleitoreiro na minha atuação profissional. Nada se comprovou. Agora, não posso deixar passar barato discurso de intolerância. Por exclusão, voto em Haddad."
Em junho de 2019, o ex-Procurador Geral da República inaugurou seu escritório de advocacia, Rodrigo Janot Advogados Associados, com foco na advocacia empresarial, compliance e improbidade administrativa
Em 2022, se filiou ao PODEMOS.

#### Episódios controversos
Em setembro de 2019, Janot disse em entrevista aos jornais O Estado de São Paulo, Folha de S.Paulo e à revista Veja que planejou matar o ministro do STF Gilmar Mendes. No mesmo dia, o ministro do STF Alexandre de Moraes determinou que Janot não se aproximasse de nenhum dos integrantes da Suprema Corte e suspendeu sua posse de armas.
Em 9 de agosto de 2022, o ex-procurador-geral foi condenado pelo Tribunal de Contas da União por unanimidade a devolver junto com o ex-procurador Deltan Dallagnol e o procurador João Vicente Romão as diárias gastas, durante a existência da operação Lava-Jato, à União. Ainda cabe recurso.

#### Publicação de livro
Em 2019, lançou o livro "Nada menos que tudo", onde relata fatos relacionados à Operação Lava Jato e à crise político-econômica de 2014 do seu ponto de vista.
Em seu livro, Janot revela que os políticos Aécio Neves e Michel Temer tentaram cooptá-lo. Rodrigo Janot afirmou à revista Veja: "Certo dia, em 2017, meu conterrâneo, o senador Aécio, sentiu que o clima estava aquecendo com as investigações sobre a Odebrecht e me convidou para ser ministro da Justiça quando ele fosse eleito presidente da República no ano seguinte. Eu, é claro, declinei". Então Aécio Neves convidou Rodrigo Janot para ser candidato à vice-presidente da República. Michel Temer fez convite semelhante, para um terceiro mandato de Rodrigo Janot na procuradoria-geral da República.